# Kościół Mariacki Karmelitów w Bydgoszczy

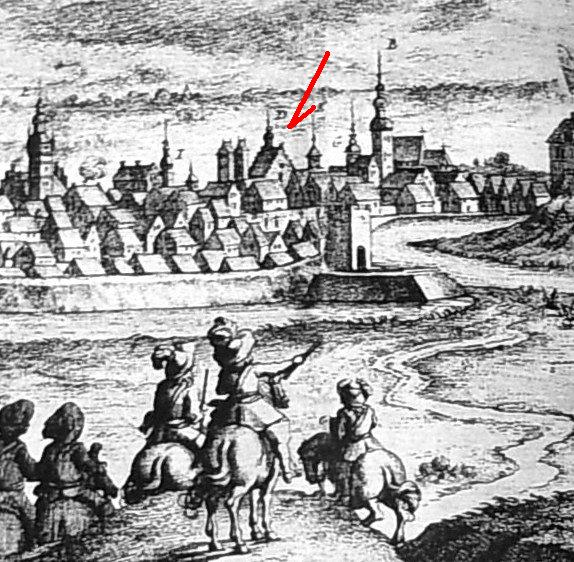
Wizerunek kościoła na panoramie Bydgoszczy Erika Dahlbergha z 1657

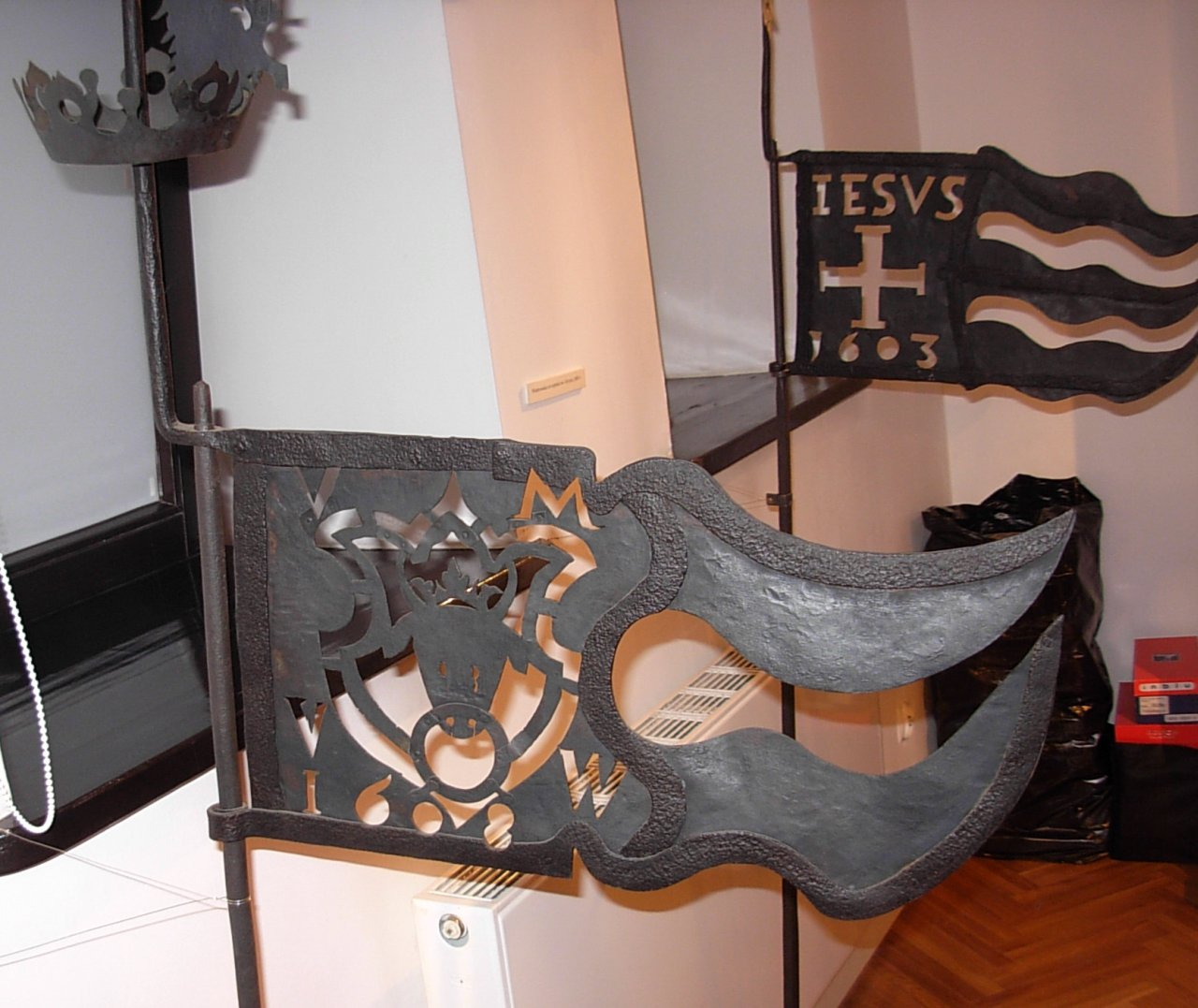
Wiatrowskaz z dzwonnicy karmelitów (1608) i kaplicy szpitalnej św. Krzyża (1603) ze zbiorów Muzeum Okręgowego w Bydgoszczy

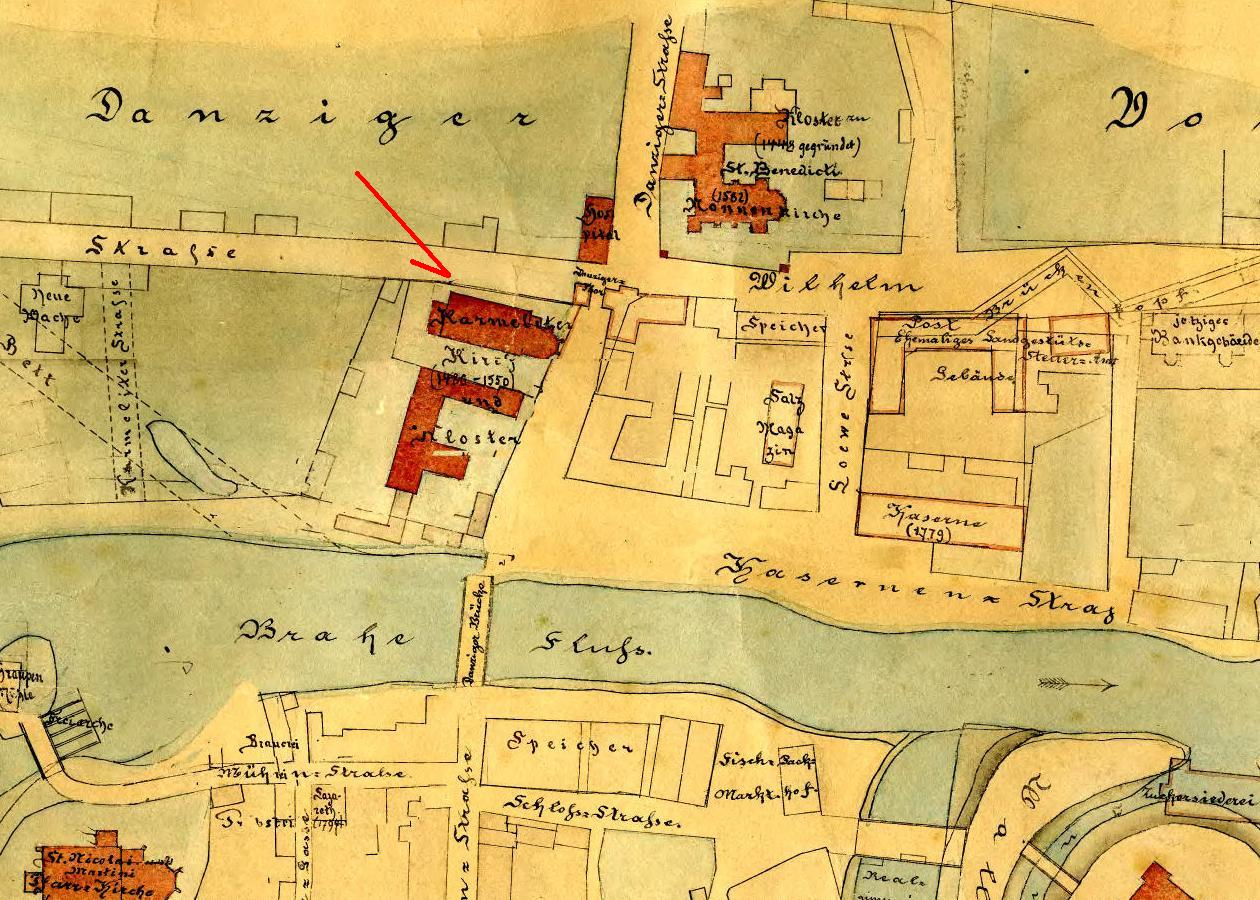
Plan kościoła i klasztoru – rekonstrukcja Gustawa Reicherta i Emila Schulza z 1890. Na północny wschód od obiektu znajdują się zabudowania kościoła i klasztoru Klarysek

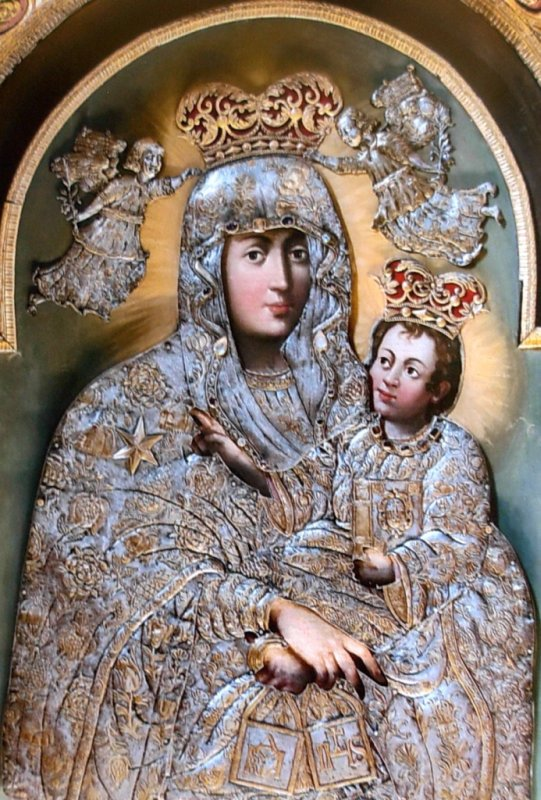
Obraz Matki Bożej Szkaplerznej, wykonany ok. 1700 i dwukrotnie koronowany, obecnie drugi obiekt kultu w katedrze bydgoskiej po wizerunku Matki Bożej Pięknej Miłości.

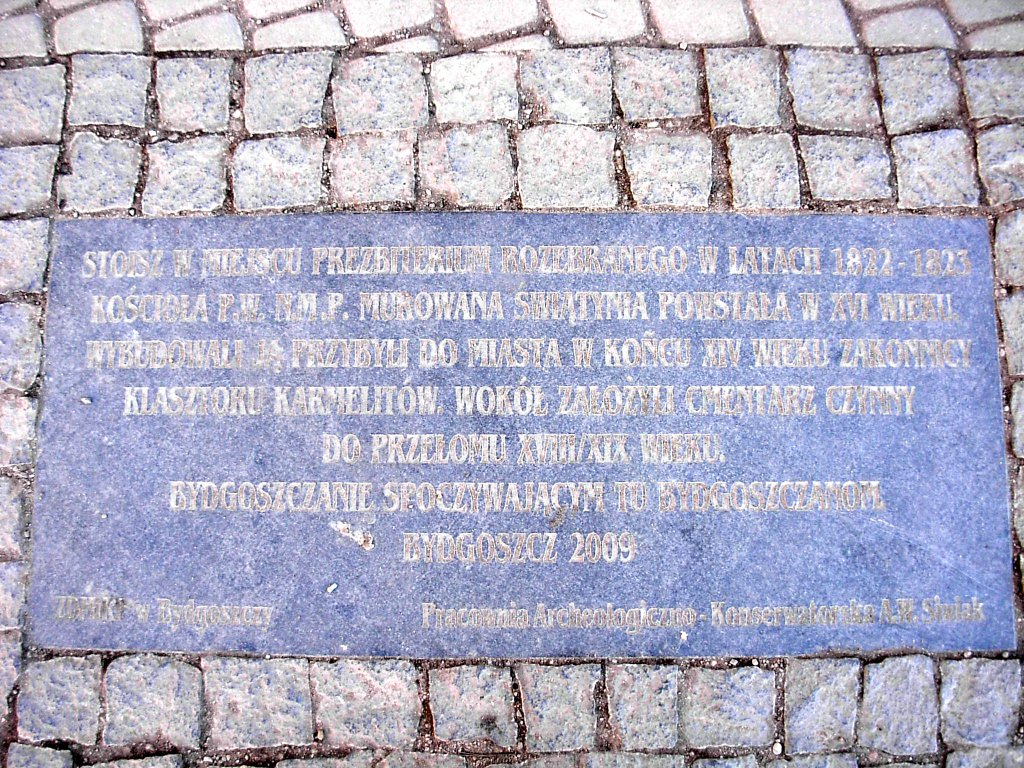
Tablica w bruku pl. Teatralnego upamiętniająca miejsce, gdzie stało prezbiterium świątyni

Kościół Najświętszej Marii Panny (później Wniebowzięcia Najświętszej Marii Panny) – kościół w Bydgoszczy  na obecnym Placu Teatralnym. Świątynia karmelitów była najstarszym kościołem zakonnym, drugim pod względem rangi i trzecim pod względem starszeństwa w Bydgoszczy. Kościół rozebrano w 1822, otaczające go budynki klasztorne rozebrano w 1884, a wieża kościelna została wysadzona w 1895.

## Historia

### Pierwsza świątynia
Początki kościoła związane są z przybyciem w 1397 r. karmelitów do Bydgoszczy. W tradycji wiąże się sprowadzenie zakonu z pobytem w mieście św. Jadwigi (królowej Jadwigi Węgierskiej). Po jej śmierci dzieło uposażenia klasztoru kontynuował jej małżonek król Władysław Jagiełło, który zobowiązał starostów bydgoskich do opieki nad konwentem.
Dokładna data powstania klasztoru karmelitów w Bydgoszczy nie jest znana. Pierwsza wzmianka pochodzi z 2 listopada 1398 r., kiedy opisano już jako istniejące: kościół klasztorny z kryptą grzebalną oraz salę kapitulną. Fundacja bydgoska karmelitów należała do najstarszych w Polsce, obok Gdańska (1380), Krakowa (1395) i Poznania (1399). Przeor bydgoskiego konwentu, zgodnie z zasadą starszeństwa, zasiadał zawsze na trzecim miejscu w czasie kapituł prowincji czesko-polskiej (po gdańskim i krakowskim).
1 października 1401 r. papież Bonifacy IX zatwierdził fundację klasztoru bydgoskich karmelitów. Bracia zakonni zajęli teren na przedmieściu Gdańskim (dzisiaj Plac Teatralny i obszar zajmowany przez budynek i parking Opery Nova). Kościół wzniesiono w północno-wschodnim narożniku całego zespołu klasztornego. W budowie obiektu pomagali mieszczanie bydgoscy, którzy „nie szczędzili ofiar, darów i wszelkiej pomocy”. Lokalizację zabudowań poza obszarem miasta potwierdza reguła zakonu, która zalecała budowę klasztoru w pewnym oddaleniu od skupisk ludzkich.
Pierwotny, prawdopodobnie drewniany kościół spłonął w 1409 r. podczas najazdu krzyżackiego, a następnie został odbudowany. Świątynię wzniesiono pod wezwaniem Najświętszej Marii Panny (później Wniebowzięcia Najświętszej Marii Panny).

### Świątynia murowana
Budowę murowanego kościoła karmelitów na przedmieściu Gdańskim ukończono w końcu XVI wieku. 8 lipca 1599 r. kościół konwentualny karmelitów został konsekrowany przez włocławskiego biskupa pomocniczego Franciszka Łąckiego. Była to budowla jednonawowa z ozdobnymi szczytami. W hierarchii ważności zajmowała drugie miejsce po kościele farnym.
Na południe od świątyni wzniesiono budynek klasztorny w formie dwóch skrzydeł, do których dostawiono późnogotycką wieżę o wysokości 21 m z elementami renesansowymi. Kompleks karmelitów był otoczony murem i stanowił istotny element miejskiego systemu obronnego, chroniąc miasto od północy.
Okresem rozkwitu konwentu karmelitów w Bydgoszczy był XVI wiek i początek XVII wieku. Zakonnicy posiadali pokaźną bibliotekę (ze zbiorem kilkudziesięciu inkunabułów), a w jego murach przebywali wychowankowie Uniwersytetu Jagiellońskiego. Przy klasztorze działały bractwa kościelne, kapela, a także szkoła klasztorna przeznaczoną dla chłopców (zwykle synów zamożnych mieszczan i szlachty), w której znany był wysoki poziom kształcenia muzycznego. Z Bydgoszczy w 1604 r. wyszła spod pióra ks. Łukasza Wójtowicza pierwsza obszerna, w uczony sposób podana historia zakonu Matki Boskiej z Góry Karmel oraz szkaplerza i bractwa.
Jeden z karmelitów ze zboru bydgoskiego został uznany błogosławionym. Był to Stanisław Bydgosta (zm. 1420), którego kult żywo się rozwijał w środowisku miejscowych karmelitów, a w XVII–XVIII w. – w całej prowincji wielkopolskiej zakonu.

### Dzieje po sekularyzacji zakonu
Na przełomie XVIII i XIX wieku władze pruskie zamierzały zlikwidować kościół i klasztor i ulokować w nim więzienie. Chociaż zamiary te poniechano, to klasztor został ostatecznie w 1816 r. sekularyzowany. Pomieszczenia klasztorne przeznaczono na szkołę obywatelską, a kościół został zamknięty. W 1820 r. opuszczony kościół pokarmelicki sprzedano za 5 tys. talarów Johanowi Carlowi Loewemu.
Kulisy rozbiórki kościoła wiążą się z decyzją o budowie pierwszego stałego teatru w Bydgoszczy. W tym celu miało powstać towarzystwo akcyjne, które zajmowałoby się finansową stroną tego przedsięwzięcia. Na powstanie tej instytucji nie zgodziły się władze miejskie. Wobec tego znaleziono inne rozwiązanie: postanowiono wykorzystać opuszczoną świątynię. Początkowo chciano zamienić kościół na teatr, na co nie przystały władze pruskie. W tej sytuacji w 1822 r. rozebrano mury kościoła zostawiając jego fundamenty, na których zbudowano gmach teatralny. Z otwartych krypt usunięto szczątki ludzkie, przewożąc je potajemnie w nieznane miejsce.
Nowy obiekt spłonął 30 sierpnia 1835 r., kolejny budynek również - 24 marca 1890 r. W 1895 r. wzniesiono następny – tym razem reprezentacyjny budynek Teatru Miejskiego, który podobnie jak poprzednicy spłonął w 1945 r. i został rozebrany. Nieszczęśliwe losy budowli wzniesionych na fundamentach gotyckiej świątyni stały się pożywką dla legendy o „klątwie” karmelitów.
Po dawnych zabudowaniach karmelickich pozostały jedynie relikty ukryte pod ziemią. Budynki klasztorne rozebrano w 1884 r., a ostatni obiekt – gotycko-renesansowa wieża została wysadzona w powietrze 29 czerwca 1895 r.
Po dawnym klasztorze pozostała tylko nazwa ulicy Karmelickiej – naprzeciw kościoła farnego oraz relikty wyposażenia świątyni. W miejscu, gdzie znajdowało się prezbiterium kościoła -–w 2009 r. umieszczono tabliczkę pamiątkową na bruku chodnika w ciągu ul. Mostowej.

## Ołtarze
W 1816 r. w wizji lokalnej kościoła stwierdzono, że znajdowało się w nim dziesięć ołtarzy: siedem w nawie i trzy w prezbiterium. W głównym ołtarzu do początków XVII wieku znajdowała się figura Matki Boskiej Bolesnej, tzw. Pietà. Figurka ta powstała według tradycji na miejscu w Bydgoszczy, wyrzeźbiona przez biegłego w sztuce karmelitę. W 1605 r. została przewieziona do nowo powstającej placówki zakonnej w Oborach na Ziemi Dobrzyńskiej i ostatecznie tam pozostała. Ukoronowana w 1966 r. przez prymasa Polski kard. Stefana Wyszyńskiego, obecnie jest tam czczona jako Patronka Ziemi Dobrzyńskiej.
Pozostałe ołtarze w kościele karmelitów wznosiły licznie powstające bractwa kościelne, których członkami byli mieszczanie Bydgoszczy, okoliczna szlachta, a także osoby z regionów: Kujaw, Wielkopolski, Warmii i Pomorza Gdańskiego. Do ważniejszych bractw, które utrzymywały w świątyni swoje ołtarze należały:
- Bractwo Matki Boskiej Szkaplerznej powstałe w 1470 r. – najbardziej masowa organizacja kościelna w mieście;
- Bractwo św. Barbary powstałe w 1590 r. – założone przez cech bydgoskich spławników: szyprów, sterników i pomagrów;
- Bractwo św. Józefa powstałe w 1672 r.;
- Bractwo Opatrzności Bożej;
- Bractwo Opieki Matki Boskiej i inne.

## Stalle
W II połowie XVIII wieku dla kościoła wykonano reprezentacyjne, rokokowe stalle, z 18 siedziskami, które zostały przeniesione do bydgoskiego kościoła farnego.

## Architektura
Zachowało się niewiele dokumentów przedstawiających wygląd kościoła. Oprócz starych planów z 1774–1806 r. oraz sztychu Erika Dahlbergha (1657), jedyny wizerunek kościoła widnieje na obrazie z 1802 r., przechowywanym w muzeum w Münster.
Można z niego wywnioskować, że budynek kościoła był jednonawowy, z wieżą sygnaturką na kalenicy, na podobieństwo kościoła farnego. Budynek był orientowany o formie gotyckiej, nieco większy od powstałego po sąsiedzku na pocz. XVII w. kościoła Klarysek.

## Zachowane relikty wyposażenia kościoła
Część wyposażenia rozebranego w 1822 r. kościoła karmelitów trafiła do innych świątyń. Do szczególnie cennych obiektów wyposażenia należą późnobarokowo-rokokowe stalle z II poł. XVIII wieku oraz ołtarz Matki Boskiej Szkaplerznej – centrum kultu Bractwa Szkaplerznego.
W bydgoskiej farze znajdują się następujące elementy przeniesione z kościoła karmelickiego:
- dwie stalle siedmiosiedziskowe,
- dwie stalle dwusiedziskowe,
- rokokowa ambona (II poł. XVIII w.),
- ołtarz pw. Matki Boskiej Szkaplerznej (II poł. XVII w., w północnej nawie katedry),
- ołtarz pw. św. Józefa (II poł. XVII w., w południowej nawie katedry)

W dekorację ław stalli wkomponowany jest cykl 18 obrazów oraz 6 rzeźb przedstawiających świętych i błogosławionych otoczonych kultem przez karmelitów.
Jednym z reliktów karmelickich w Bydgoszczy jest Bractwo Matki Bożej Szkaplerznej, obecnie działające w kościele farnym (katedrze).

## Galeria wyposażenia kościoła karmelitów przeniesionego do katedry bydgoskiej

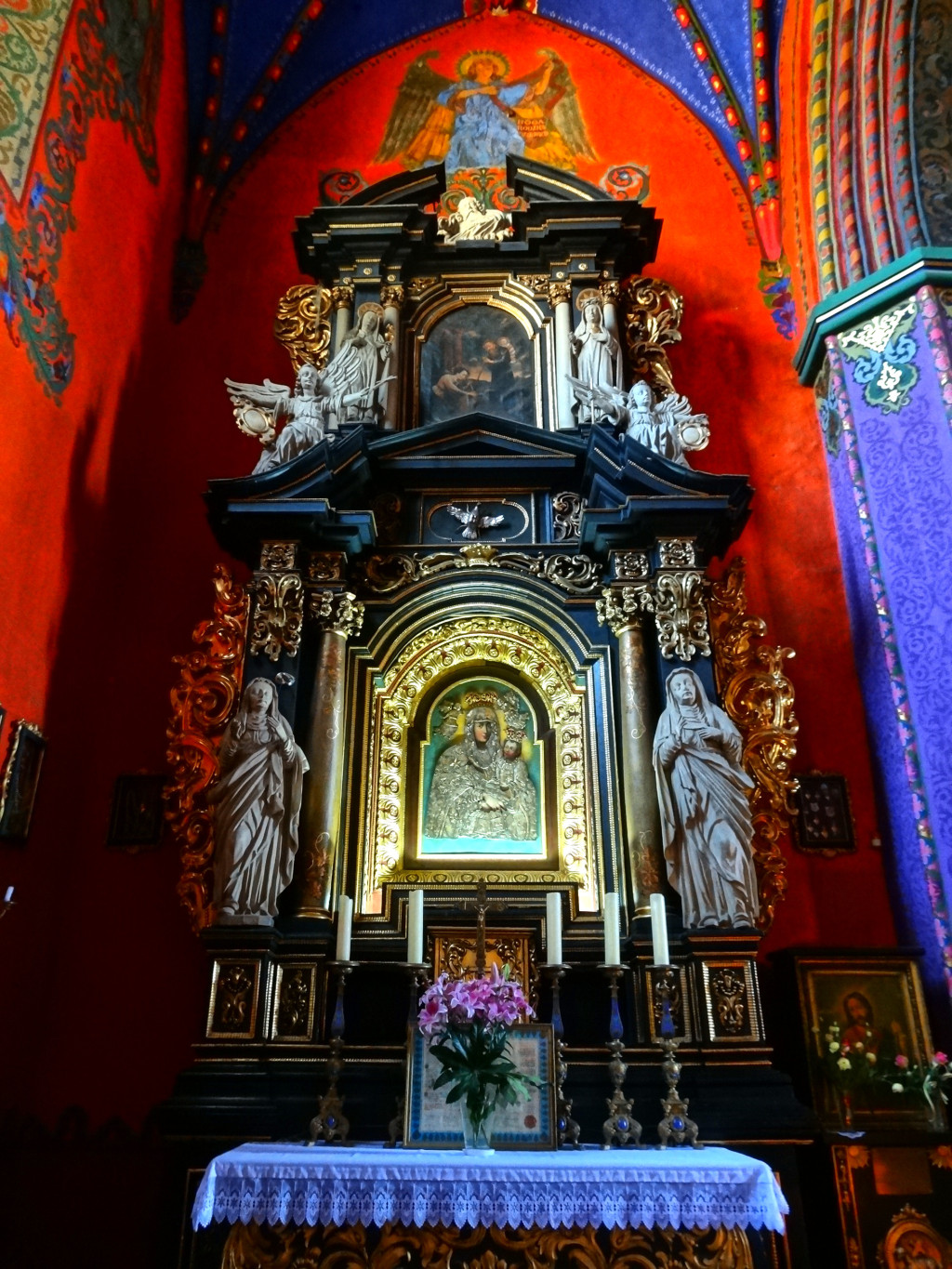
Ołtarz Matki Bożej Szkaplerznej (2. poł. XVII w.) z rzeźbami dwóch zakonnic, dwóch aniołów z kartuszami na belkowaniu i popiersiem Boga Ojca w zwieńczeniu. W polu środkowym łaskami słynący obraz Matki Bożej z Dzieciątkiem (ok. 1700) w srebrnych, trybowanych sukienkach. W górnej kondygnacji obraz Małej Świętej Rodziny – Ucieczka do Egiptu (XVII/XVIII w.) i figury dwóch świętych.
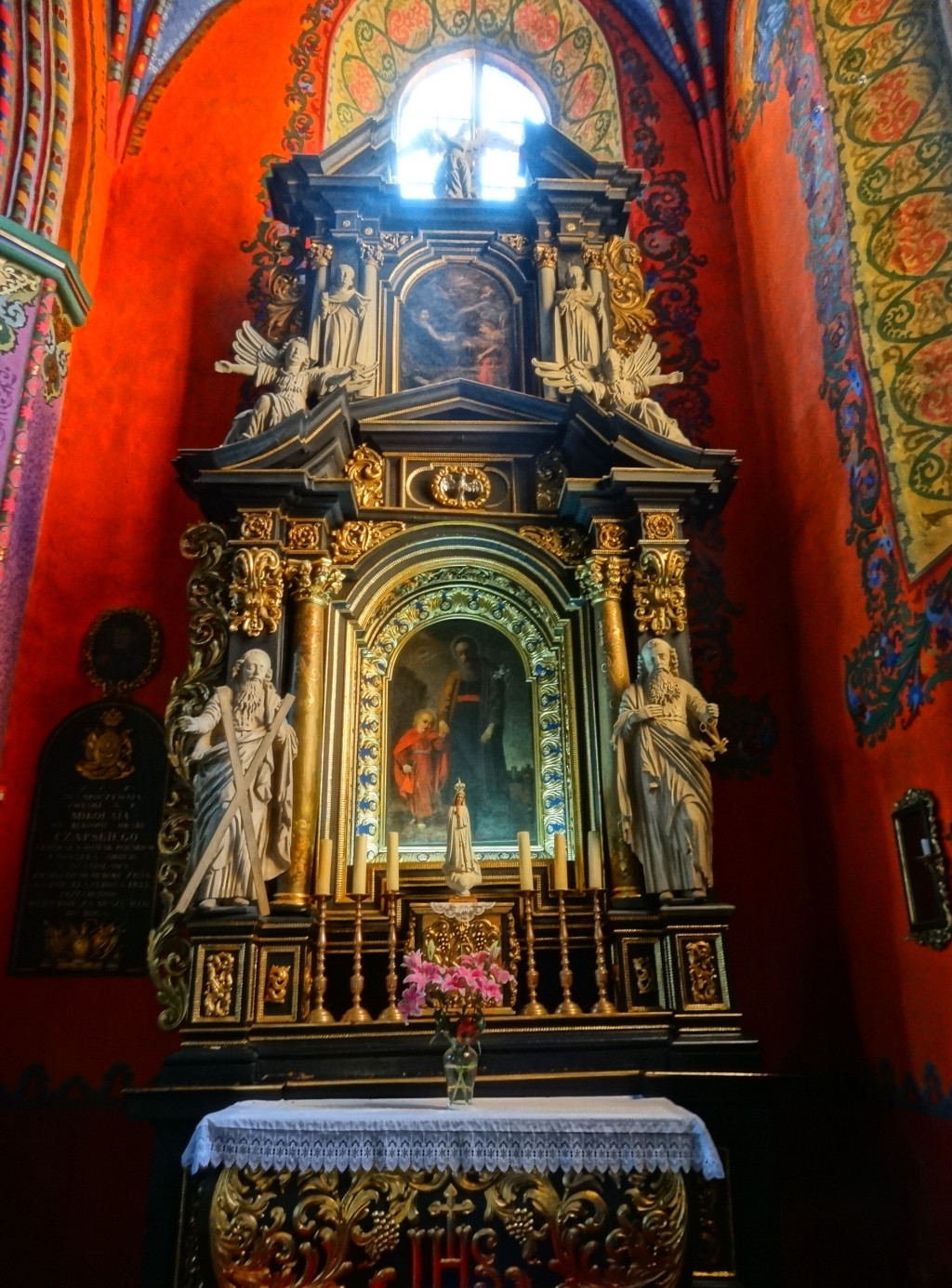
Polichromowany ołtarz św. Józefa, z barokowymi obrazami w polu środkowym: św. Józefa z młodocianym Chrystusem (2. poł. XVII w.) i Świętą Rodziną na zasuwie (początek XVII w., pochodzący z dawnej kaplicy św. Anny w farze). W retabulum znajdują się postaci św. Andrzeja i św. Piotra (2. poł. XVII w.). W nasadzie ołtarza obraz Zwiastowanie oraz rzeźby dwóch zakonników i anioła w zwieńczeniu.
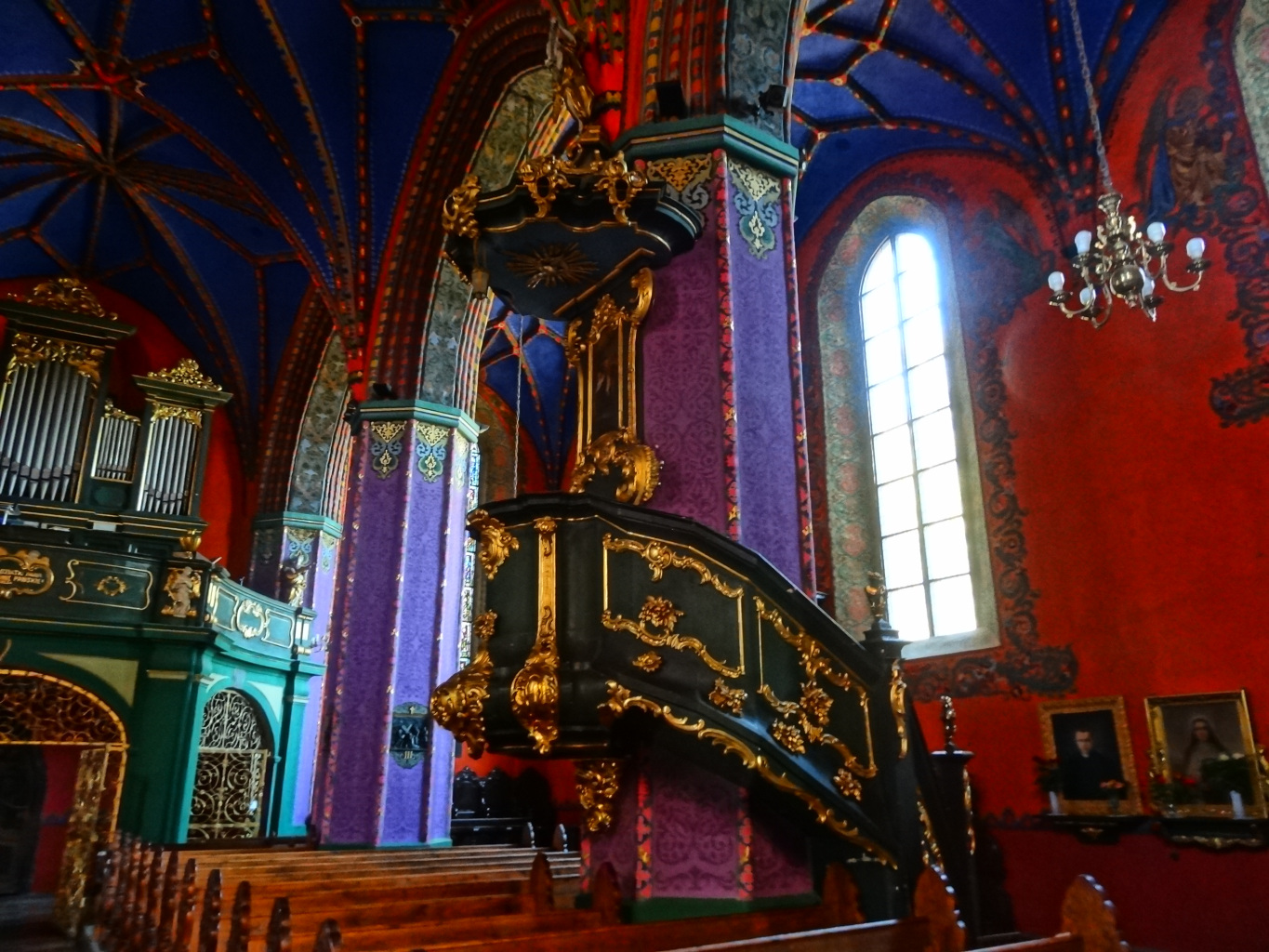
XVIII-wieczna, rokokowa ambona z wizerunkiem bł. Stanisława Bydgosty.
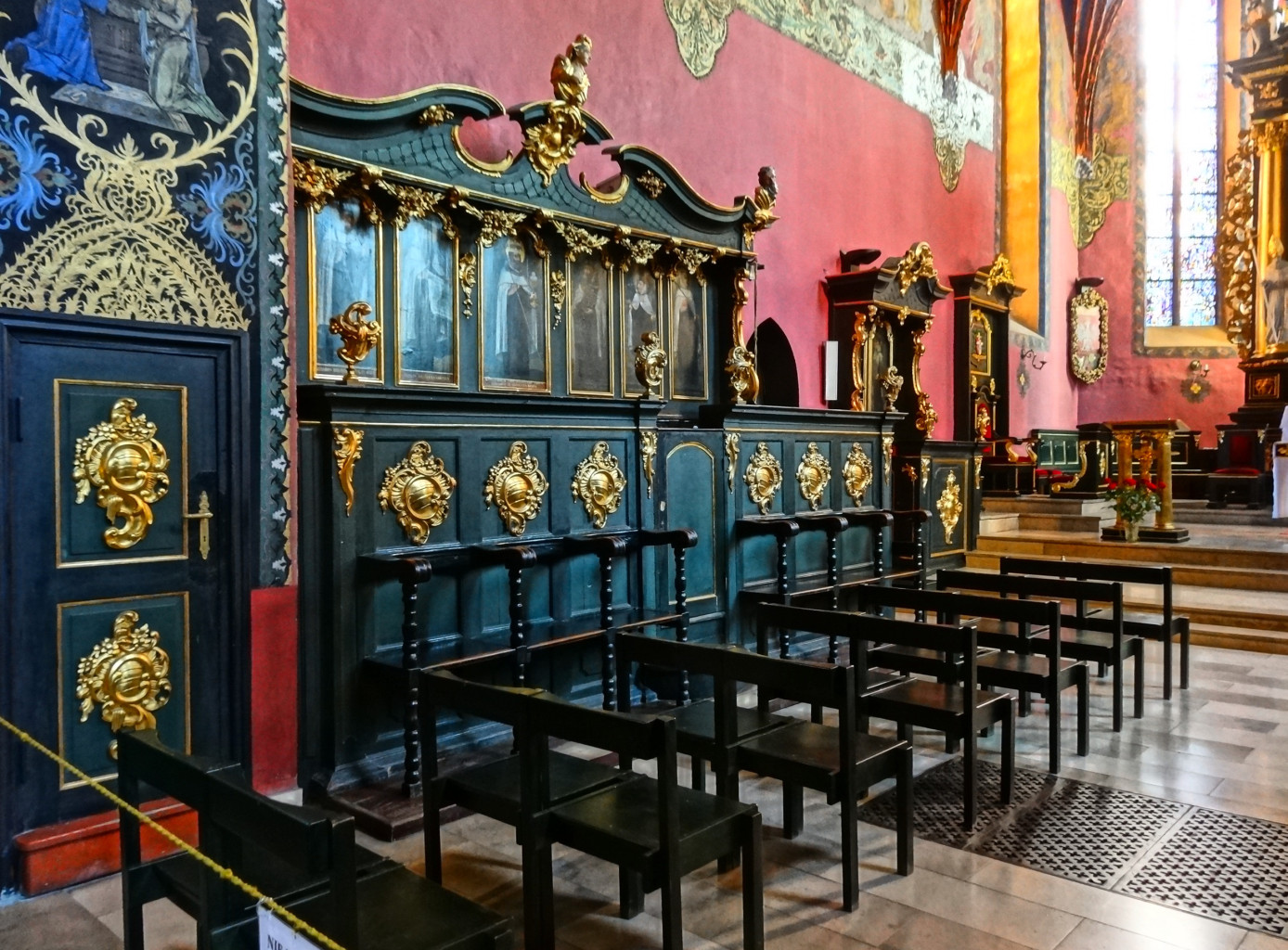
Polichromowane, rokokowe stalle siedmio-i dwudzielne (2. poł. XVIII w.); na zapieckach stalli malowane obrazy świętych i błogosławionych karmelitów.

## Literatura dodatkowa
- Wykopaliska archeologiczne na terenie klasztoru Karmelitów w Bydgoszczy
- Kościół i cmentarz Karmelitów bydgoskich w świetle badań archeologicznych